# Detroit Vipers
I Detroit Vipers sono stati una squadra di hockey su ghiaccio della con sede nella città di Detroit, nello Stato del Michigan. Nacquero nel 1994 e militarono nella International Hockey League fino allo scioglimento della lega avvenuto nel 2001. Disputarono i loro incontri casalinghi presso il The Palace of Auburn Hills.

## Storia
Nel 1994 la franchigia dei Salt Lake Golden Eagles lasciò Salt Lake City dopo essere stata acquistata dalla Palace Sports and Entertainment, società proprietaria dei Detroit Pistons e del loro palazzetto, The Palace of Auburn Hills. La squadra riuscì a stabilirsi con successo nella metropoli del Michigan nonostante la presenza dei Detroit Red Wings, una delle franchigie più importanti della National Hockey League, e trasse il proprio nome da un accordo di sponsorizzazione con la Chrysler Corporation, marchio di automobili che costruiva la nota Dodge Viper.
Il successo di pubblico delle prime stagioni andò di pari passo a quello sul ghiaccio, con i Vipers che si qualificarono costantemente ai playoff nelle prime cinque stagioni. I Vipers offrirono un importante trampolino di lancio per diversi giocatori provenienti dall'Europa orientale come Sergej Samsonov, Petr Sýkora, Krysztof Oliwa, Miroslav Šatan e Andrej Trefilov prima del loro approdo in NHL.
Nella stagione 1996-1997 i Vipers vinsero la Turner Cup grazie al successo sui Long Beach Ice Dogs per 4-2. Il 3 ottobre 1997 la leggenda dei Red Wings Gordie Howe, ormai sessantanovenne, giocò un singolo cambio di una partita diventando così l'unico giocatore ad aver giocato a livello professionistico per sei decenni consecutivi.
Nel 1999 la Palace Sports and Entertainment acquistò la franchigia dei Tampa Bay Lightning, e così i Vipers divennero il loro farm team principale. Tuttavia in quelle stagioni i Lightning versavano in gravi difficoltà sportive e per questo motivo quasi tutti i migliori giocatori dei Vipers dovettero lasciare la squadra per rinforzare la franchigia NHL. Dal 1999 al 2001 i Vipers furono fra le squadre peggiori della IHL, ma proprio quell'anno la lega annunciò lo scioglimento, ponendo così fine anche alla squadra di Detroit.

### Affiliazioni
Nel corso della loro storia i Detroit Vipers sono stati affiliati alle seguenti franchigie della National Hockey League:
- Ottawa Senators: (1997-1998)
- Tampa Bay Lightning: (1999-2001)

## Record stagione per stagione
| Detroit Vipers |           |    |    |    |    |     |     |     |    | |
| 1994-95        | Northern  | 81 | 48 | 27 | 6  | 102 | 311 | 273 | 1° | perde 1º turno (Kansas City) 2-3                                                                                             |
| 1995-96        | Central   | 82 | 52 | 24 | 6  | 82  | 310 | 274 | 2° | vince 1º turno (Indianapolis) 3-0 perde 2º turno (Orlando) 3-4                                                               |
| 1996-97        | North     | 82 | 57 | 17 | 8  | 122 | 280 | 188 | 1° | vince 1º turno (Michigan) 3-1 vince 2º turno (Quebec) 4-2 vince semifinali (Cleveland) 4-1 vince Turner Cup (Long Beach) 4-2 |
| 1997-98        | Northeast | 82 | 47 | 20 | 15 | 109 | 267 | 232 | 1° | vince 1º turno (Michigan) 3-1 vince 2º turno (Cincinnati) 4-2 vince semifinali (Orlando) 4-3 perde Turner Cup (Chicago) 3-4  |
| 1998-99        | Northeast | 82 | 50 | 21 | 11 | 111 | 259 | 195 | 1° | vince 2º turno (Indianapolis) 3-0 perde semifinali (Orlando) 3-4                                                             |
| 1999-2000      | Eastern   | 82 | 22 | 52 | 8  | 52  | 163 | 277 | 7° | |
| 2000-01        | Eastern   | 82 | 23 | 53 | 6  | 52  | 184 | 311 | 6° | |

## Giocatori

### Numeri ritirati
| Numeri ritirati dai Detroit Vipers |                 |       |           |                |
| N°                                 | Giocatore       | Ruolo | Anni      | Anno di ritiro |
| 12                                 | Peter Ciavaglia | C     | 1994-2000 | 2000-01        |

## Record della franchigia

### Singola stagione
Gol: 44  Daniel Shank (1994-95)
Assist: 54  Peter Ciavaglia (1994-95)
Punti: 86  Lonnie Loach (1995-96)
Minuti di penalità: 368  John Craighead (1995-1996)

### Carriera
Gol: 108  Peter Ciavaglia
Assist: 249  Peter Ciavaglia
Punti: 357  Peter Ciavaglia
Minuti di penalità: 777  Darren Banks
Partite giocate: 355  Peter Ciavaglia

## Palmarès

### Premi di squadra
- Turner Cup: 1

1996-1997
- Fred A. Huber Trophy: 1

1996-1997

### Premi individuali
- Governor's Trophy: 1

Sergej Samsonov: 1996-1997
- James Norris Memorial Trophy: 2

Rich Parent e Jeff Reese: 1996-1997
Andrej Trefilov e Kevin Weekes: 1998-1999
- Norman R. "Bud" Poile Trophy: 2

Peter Ciavaglia: 1996-1997
Stan Drulia: 1998-1999